# Придністровська залізниця
Придністровська залізниця — підприємство, що займається обслуговуванням та експлуатацією залізниць невизнаної «Придністровської молдавської республіки». Історично й технологічно є частиною Одеської залізниці.

## Хронологія
У серпні 2004 року, через загострення відносин між Молдовою та «ПМР», останньою було створено державне унітарне підприємство «Залізниця Придністров'я» (найбільші станції в містах Тирасполь, Бендери та Рибниця), яке в односторонньому порядку вийшло зі складу Молдовської залізниці.

Карти-схеми
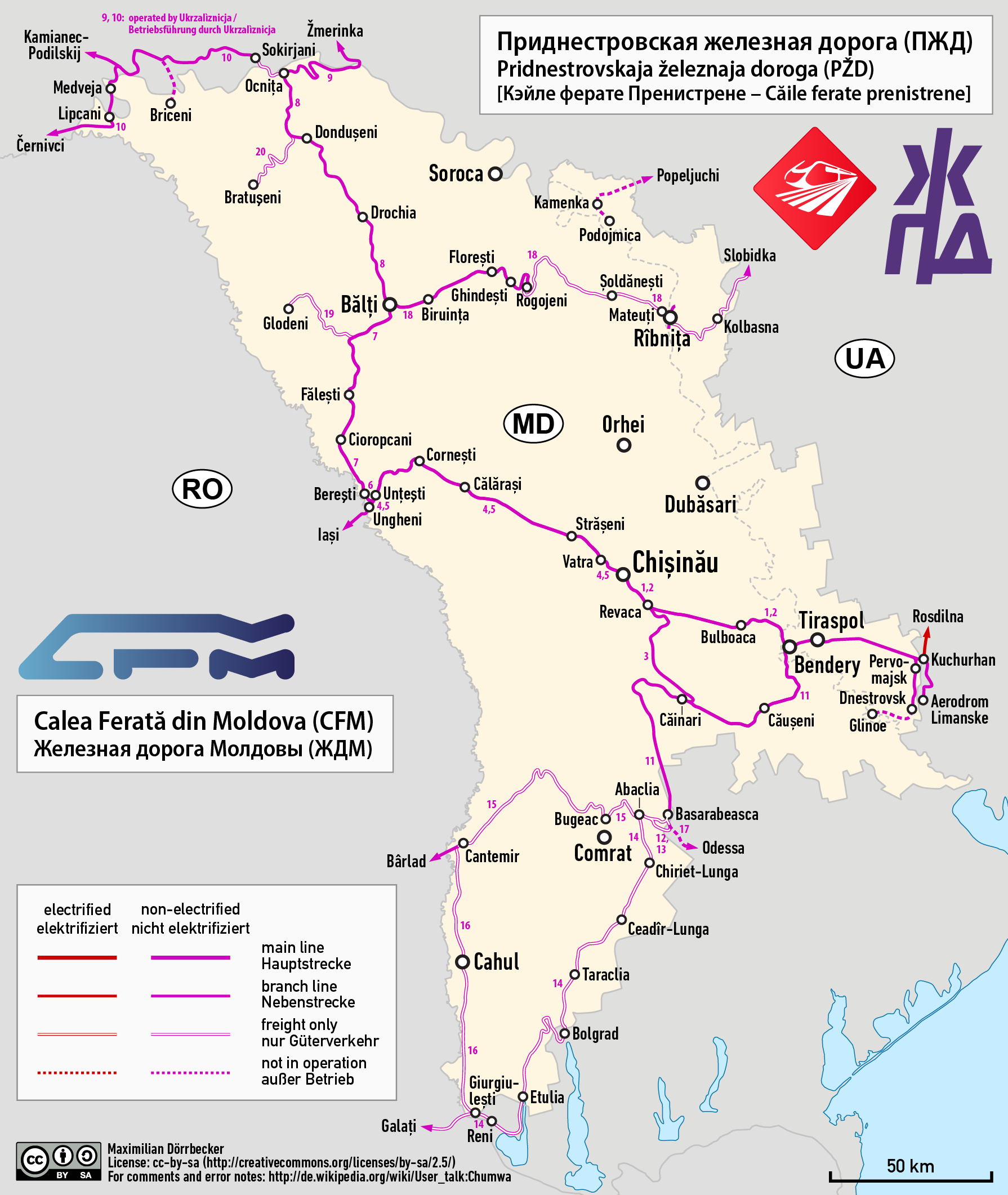
Молдовська та Придністровська залізниці
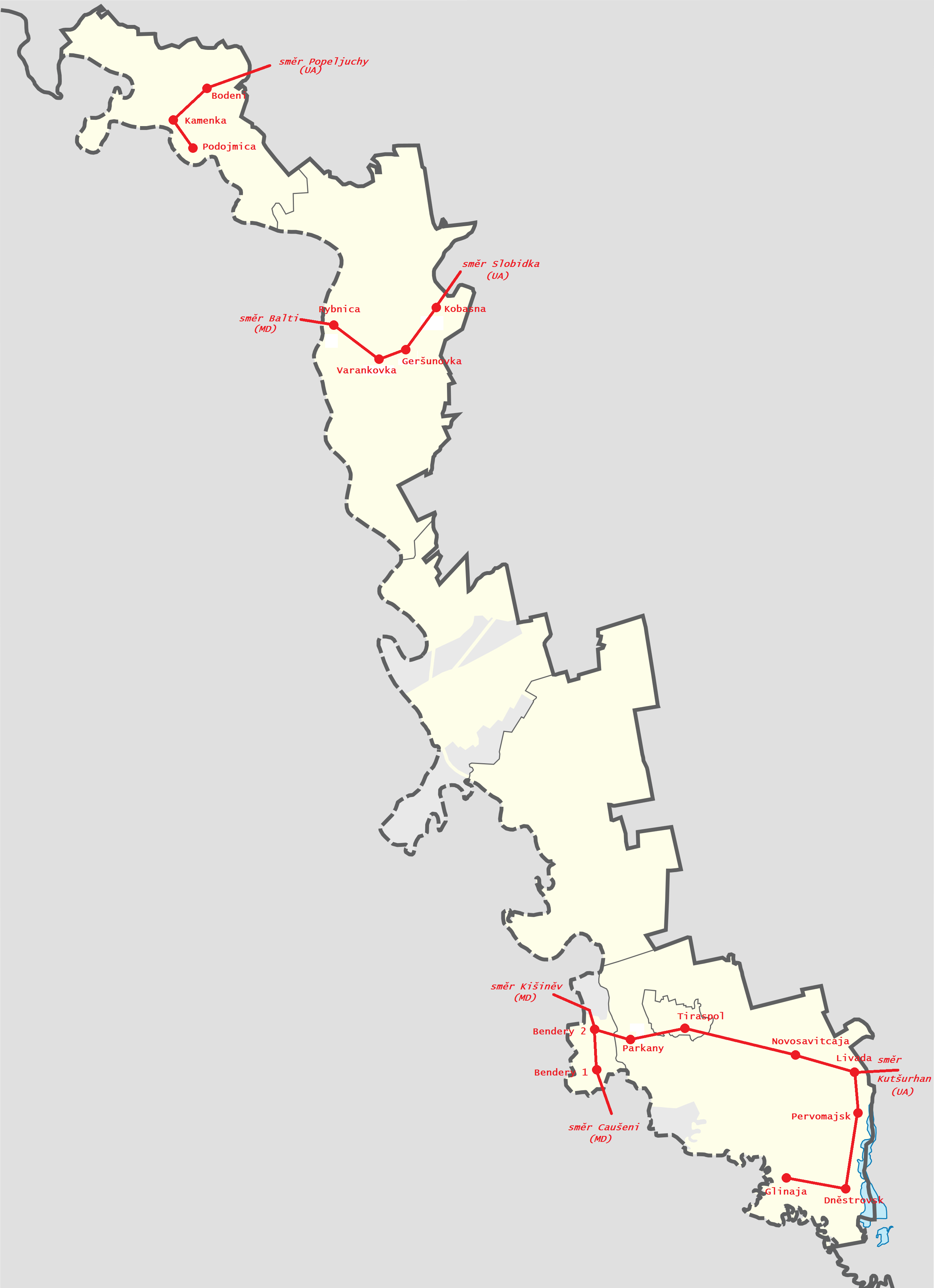
Залізниця середнього Подністров'я на Поділлі

6 листопада 2008 року, в присутності так званого «президента» невизнаної республіки Ігора Смирнова, відкрито 1,4-кілометрову лінію Новосавицька — Лівада (в смт Первомайськ. Будівництво тривало з 29 травня 2008 року), яка сполучила два перегони Новосавицька — Кучурган та Кучурган — Лівада.

## Галерея

Вокзали
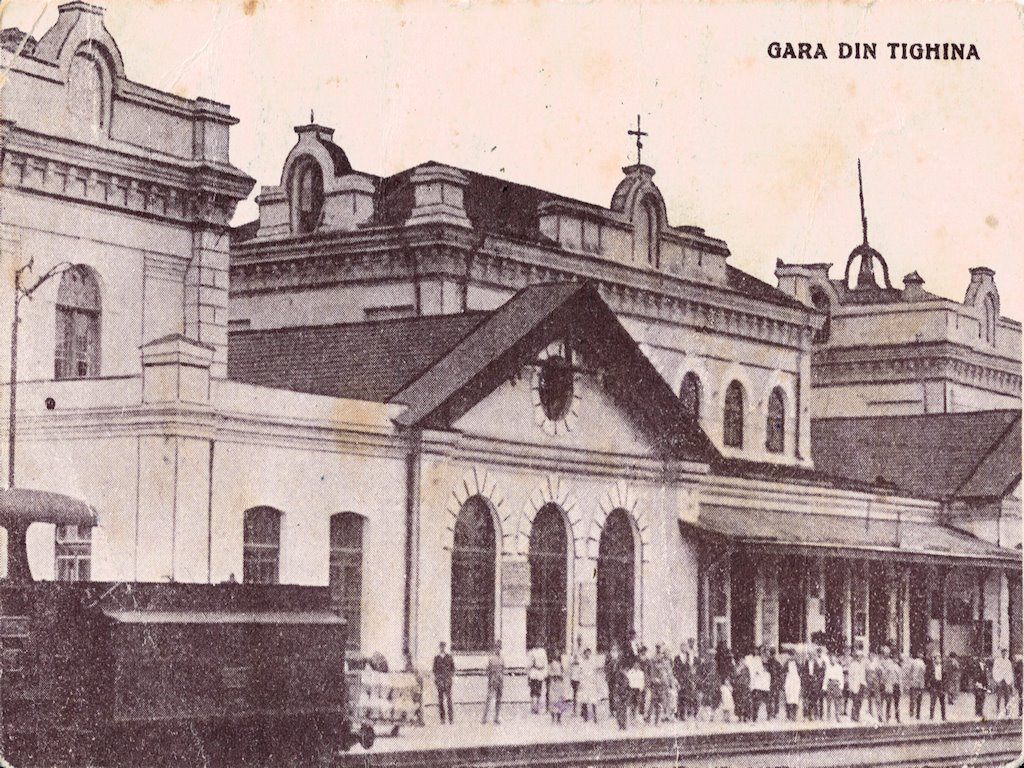
Бендери I (колишній — Gara Tighina, ~1926)
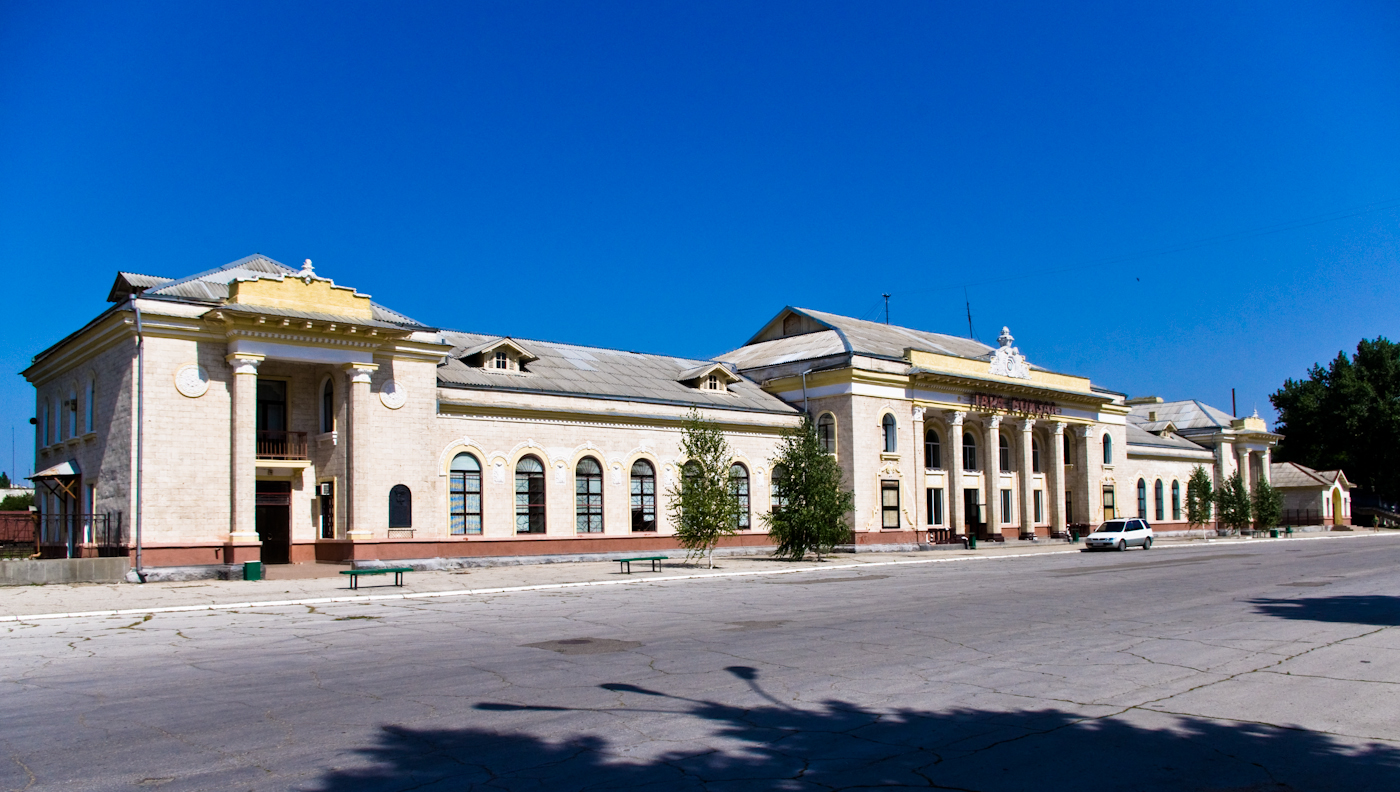
Бендери I
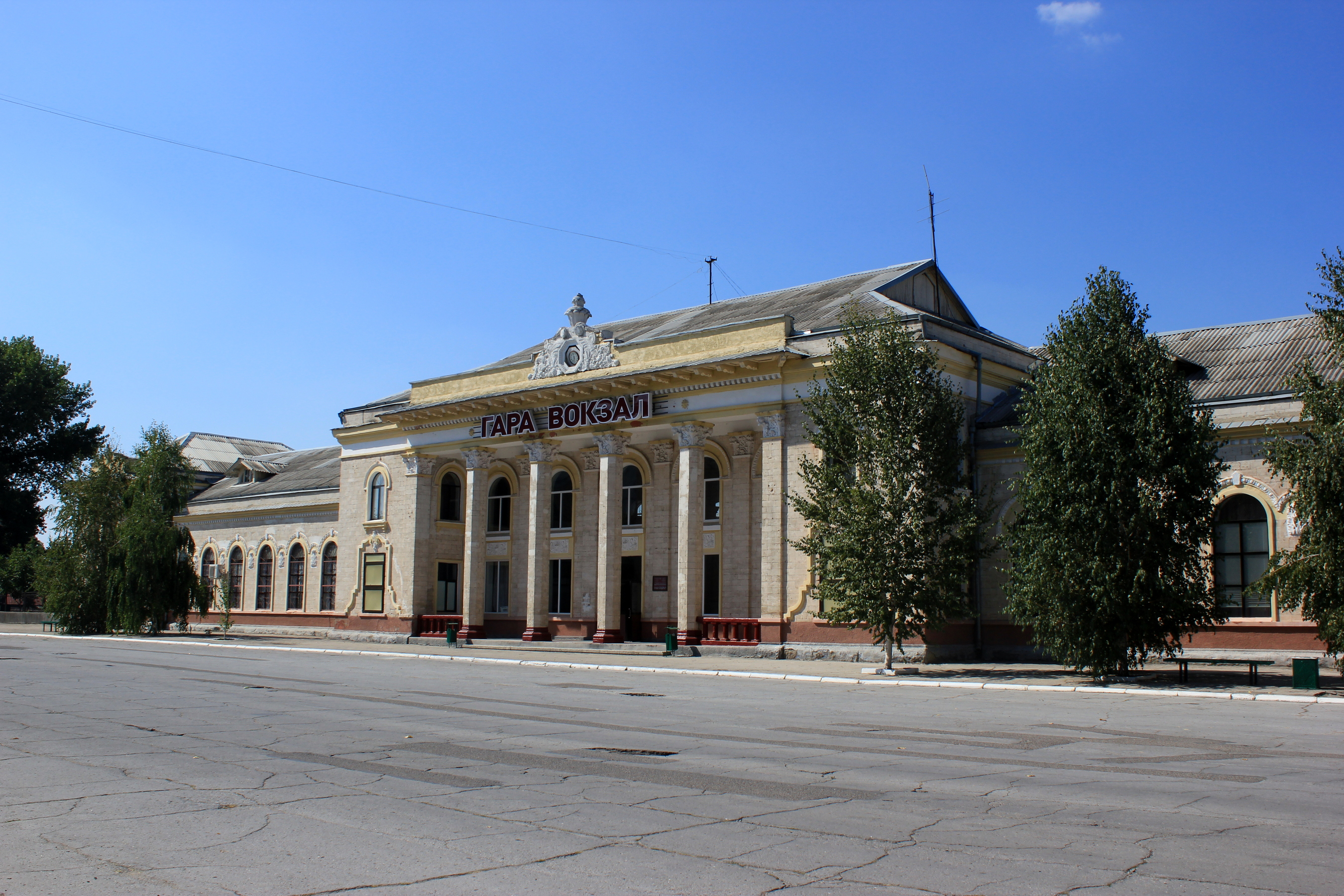
Бендери I
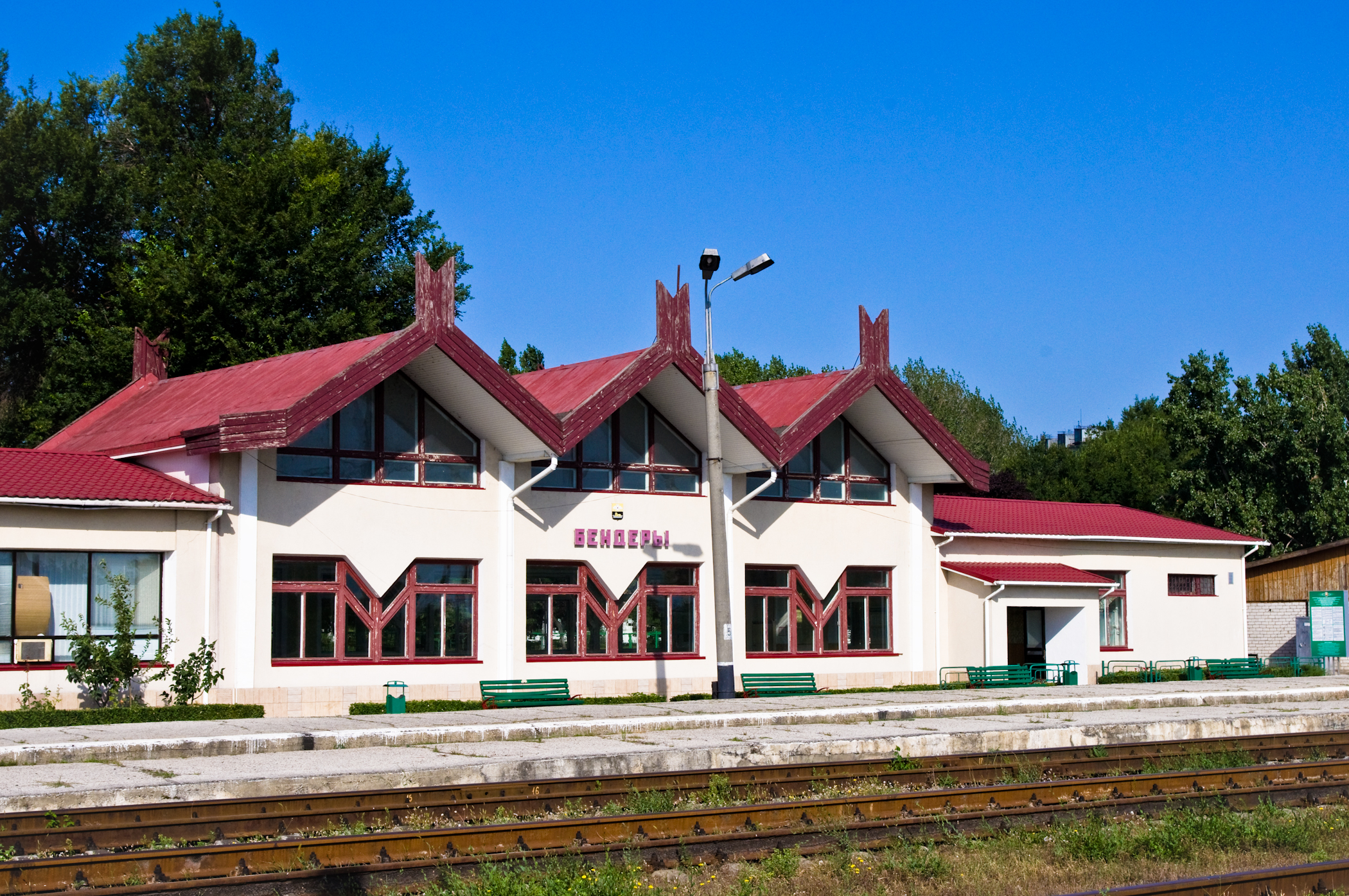
Бендери II
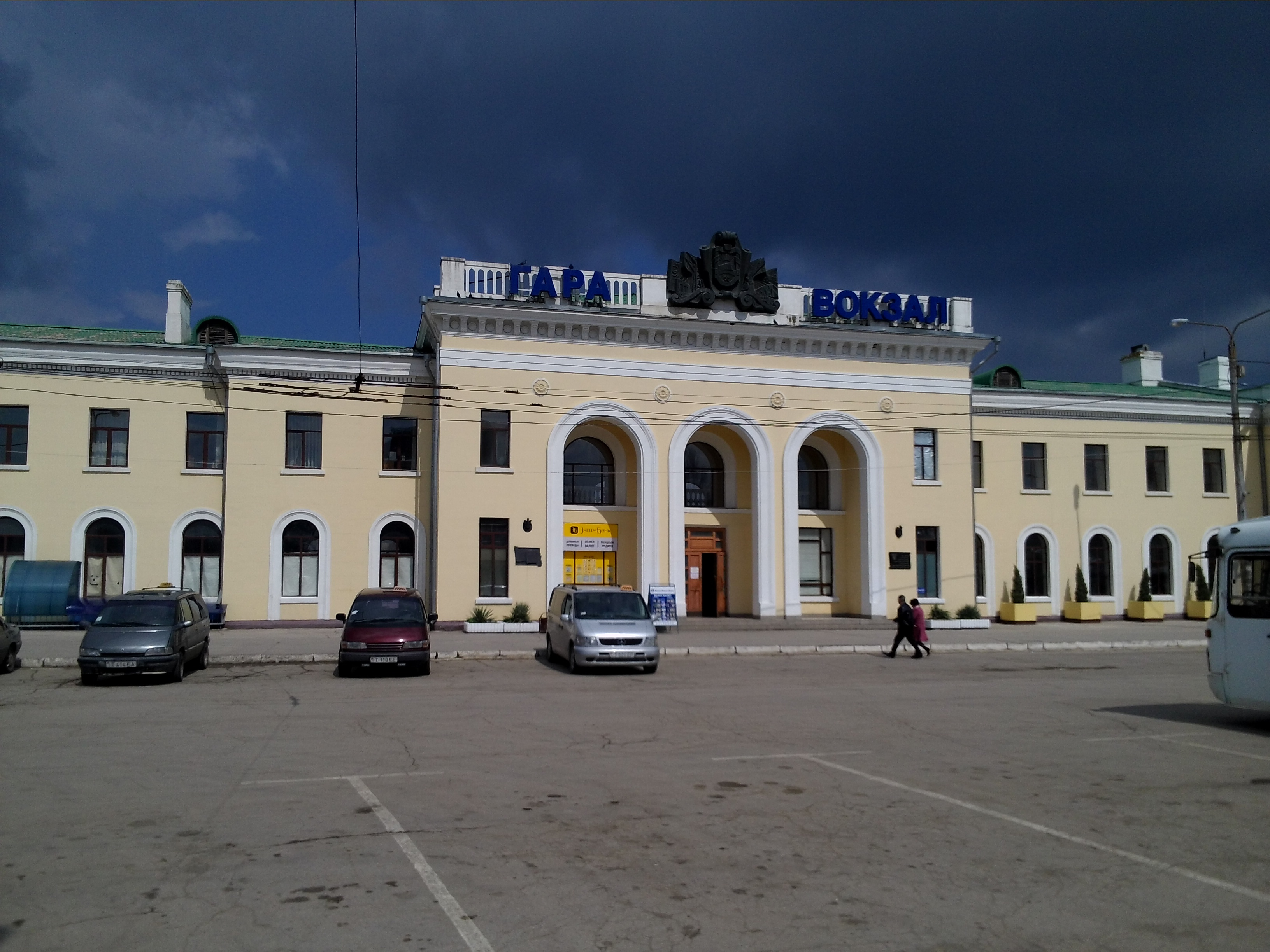
Тирасполь

Рухомий склад
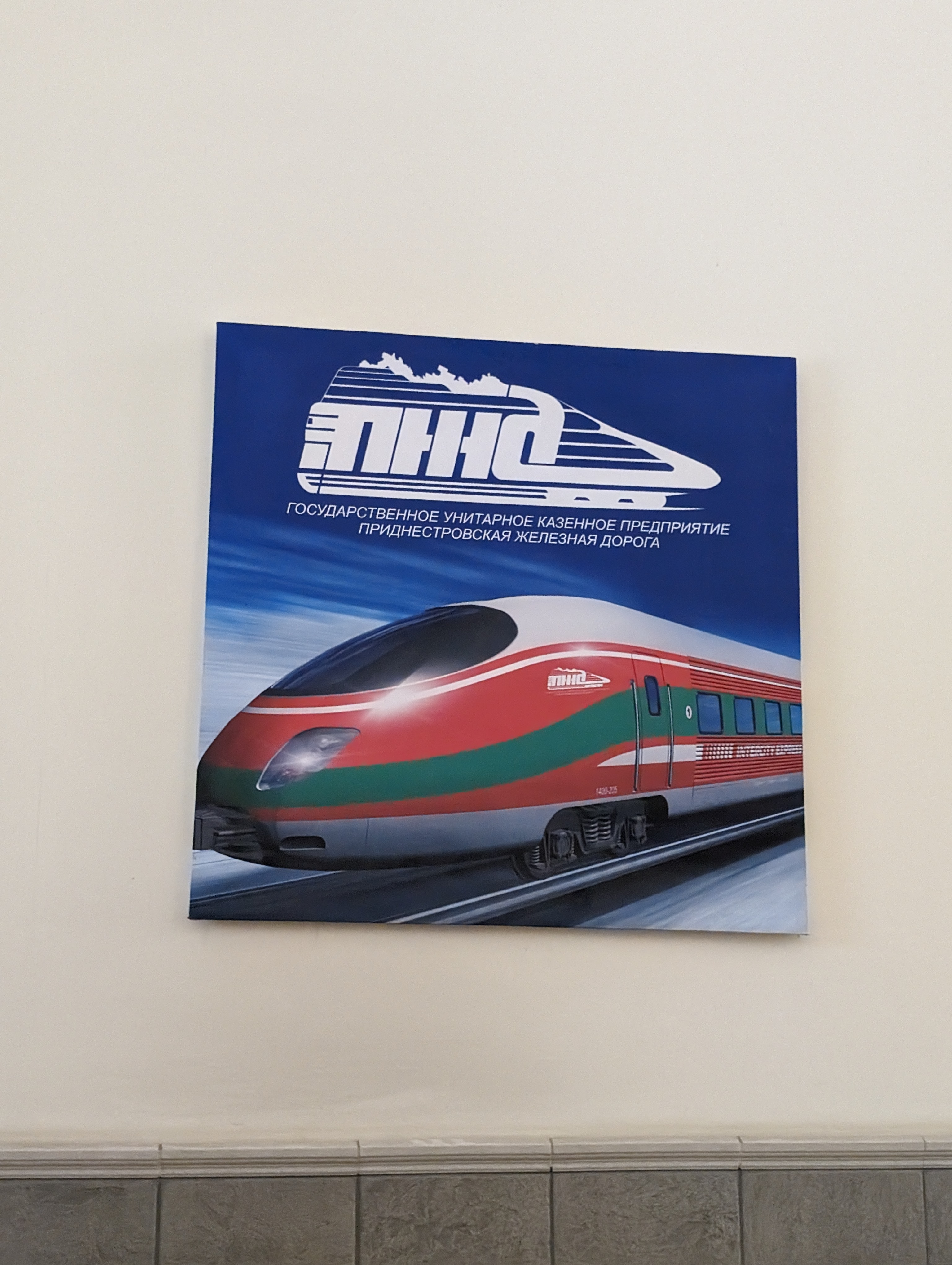
Постер  Придністровської залізниці
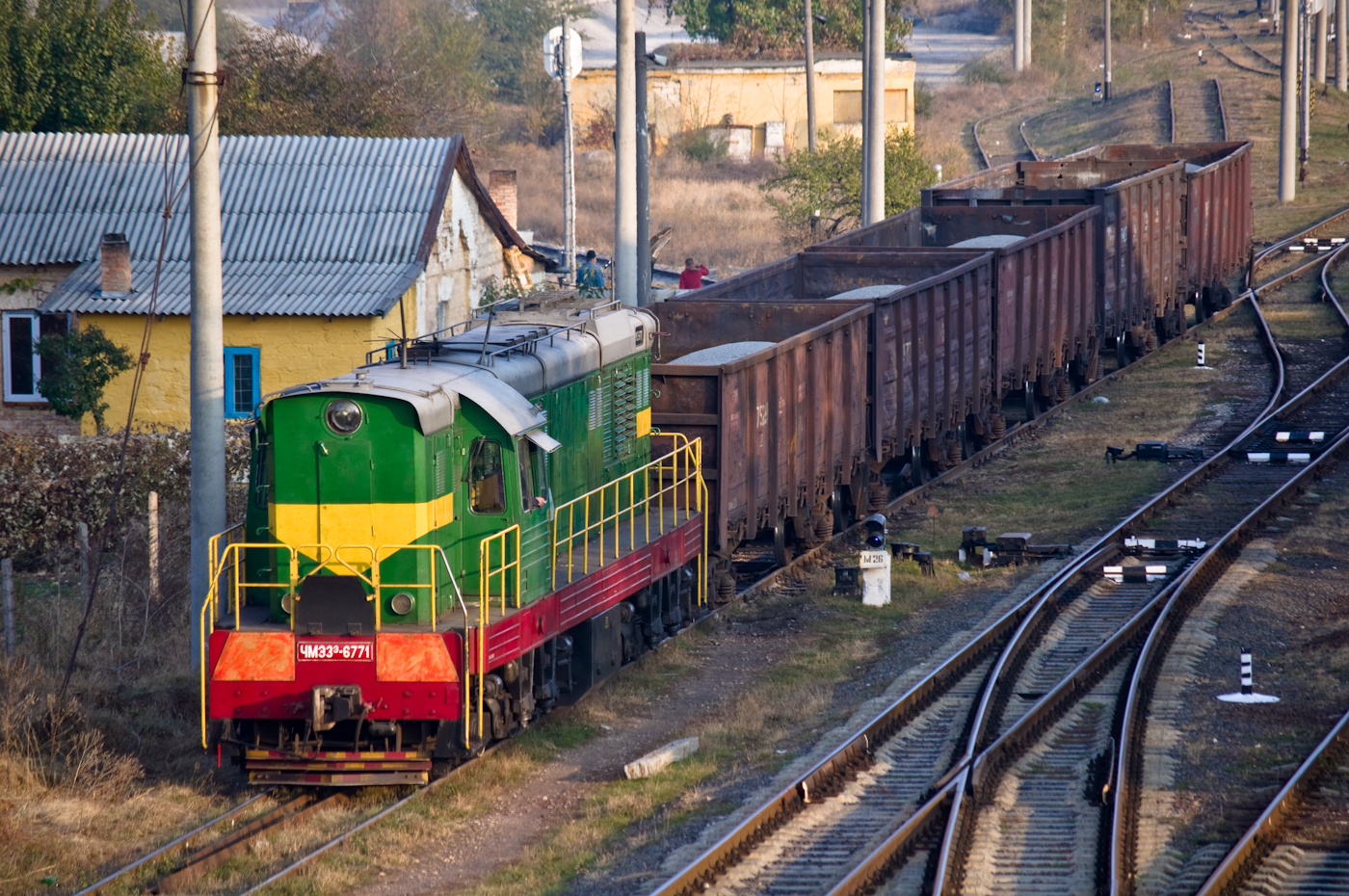
ЧМЕ3-6771 з вантажними вагонами
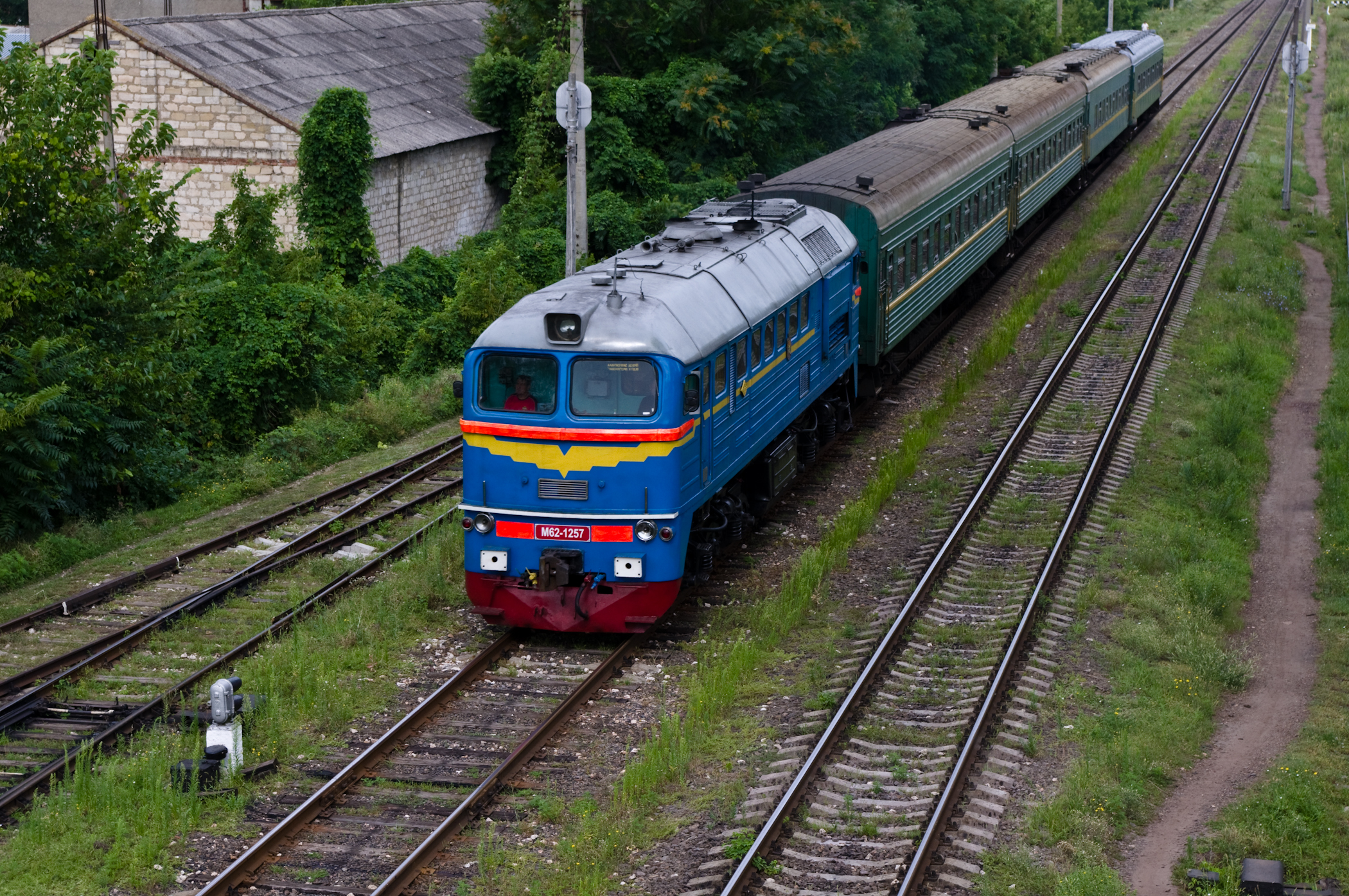
М62-1257 з поїздом сполученням Кишинів — Одеса
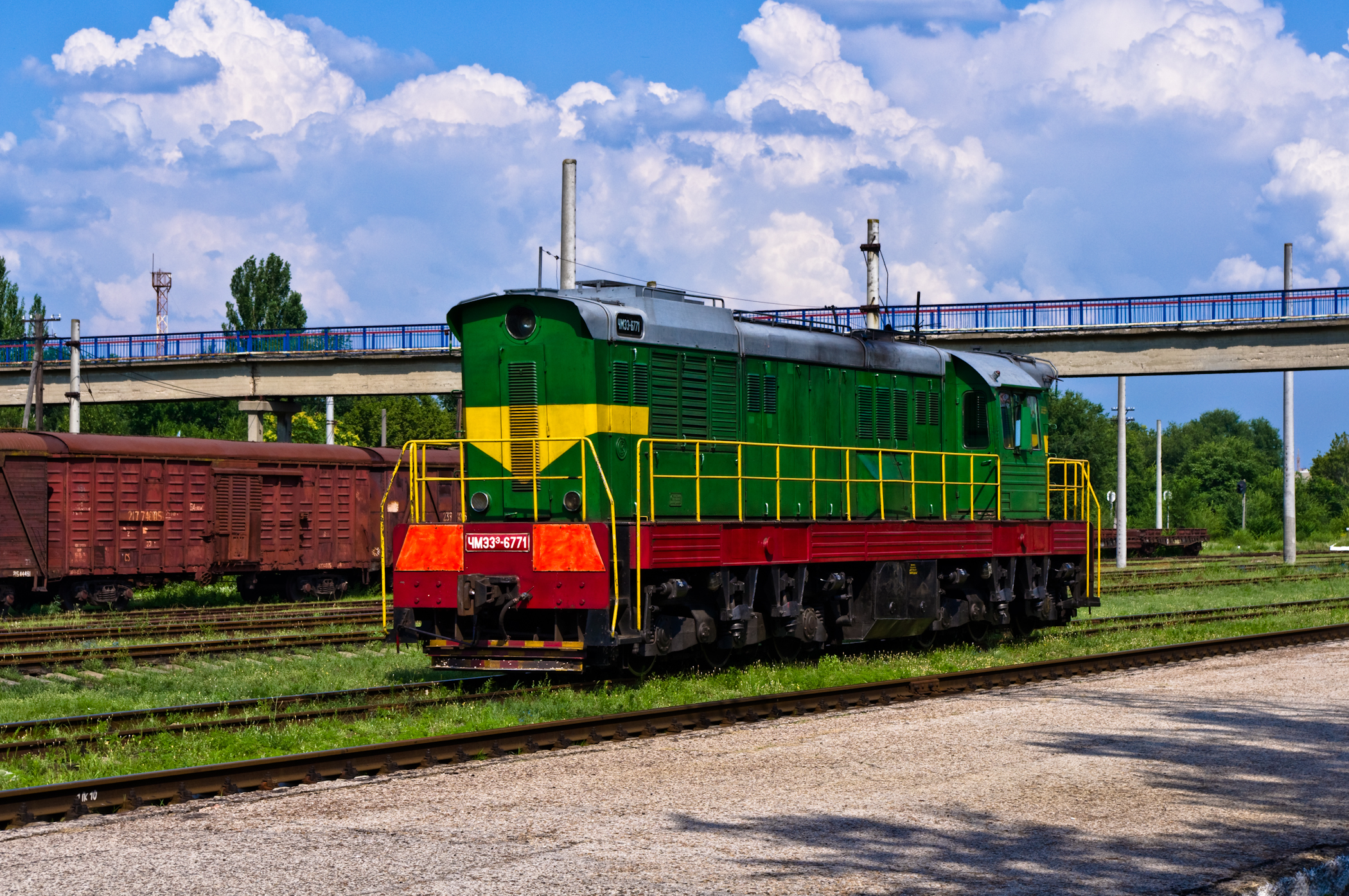
ЧМЕ3-6771 на станції Тирасполь
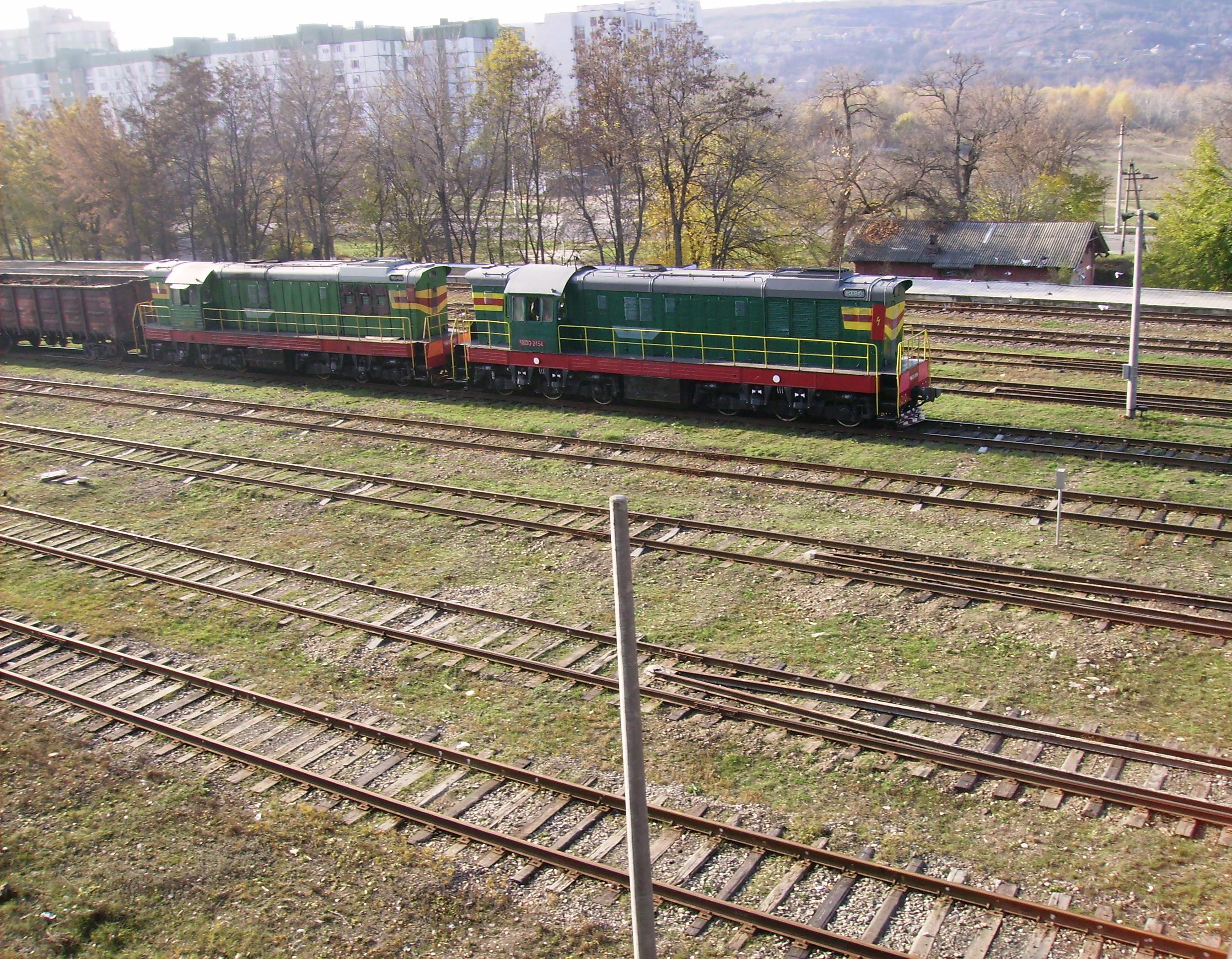
Маневрові локомотиви на станції Рибниця (2009)
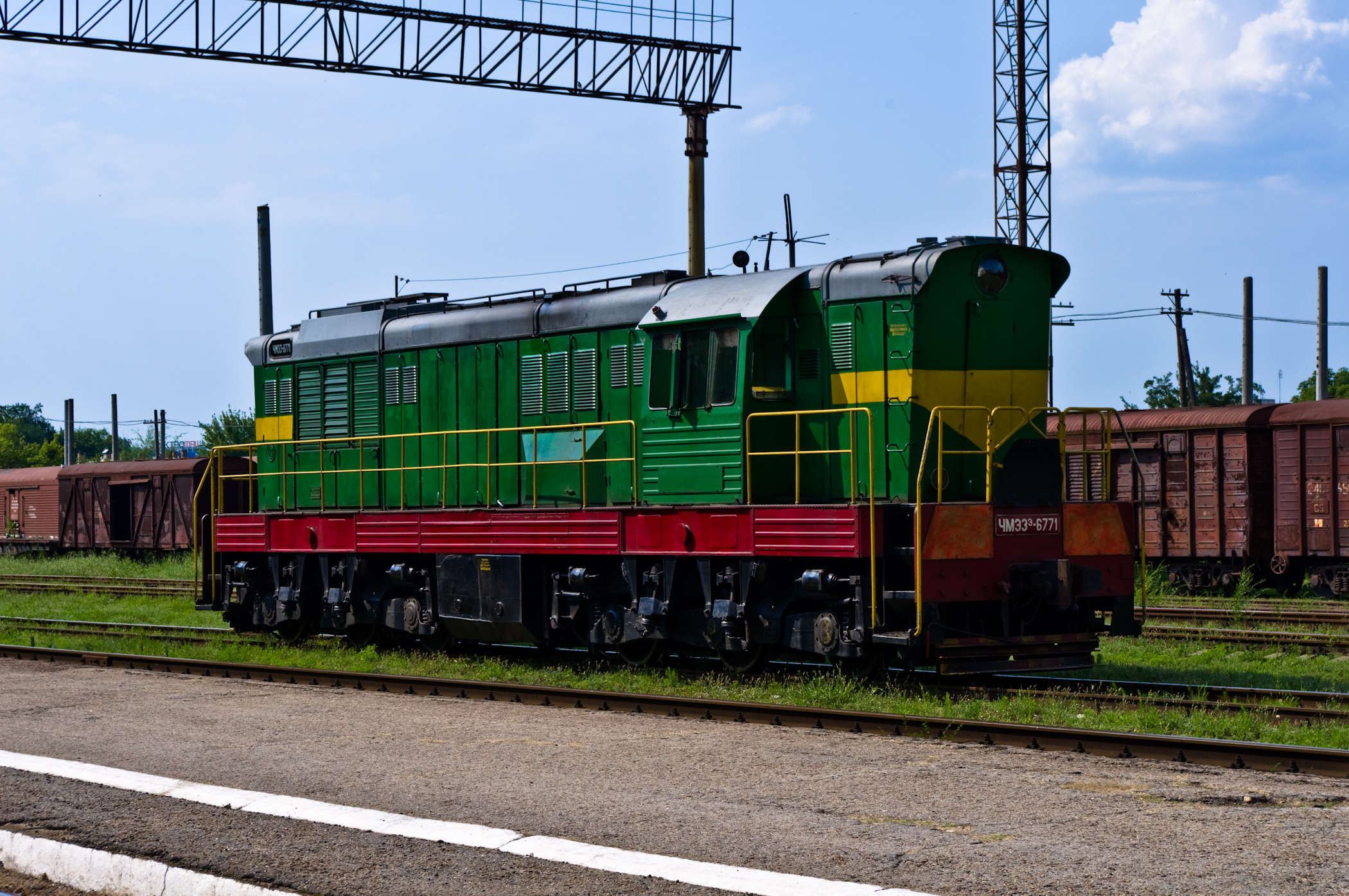
Маневровий тепловоз ЧМЕ3-6771
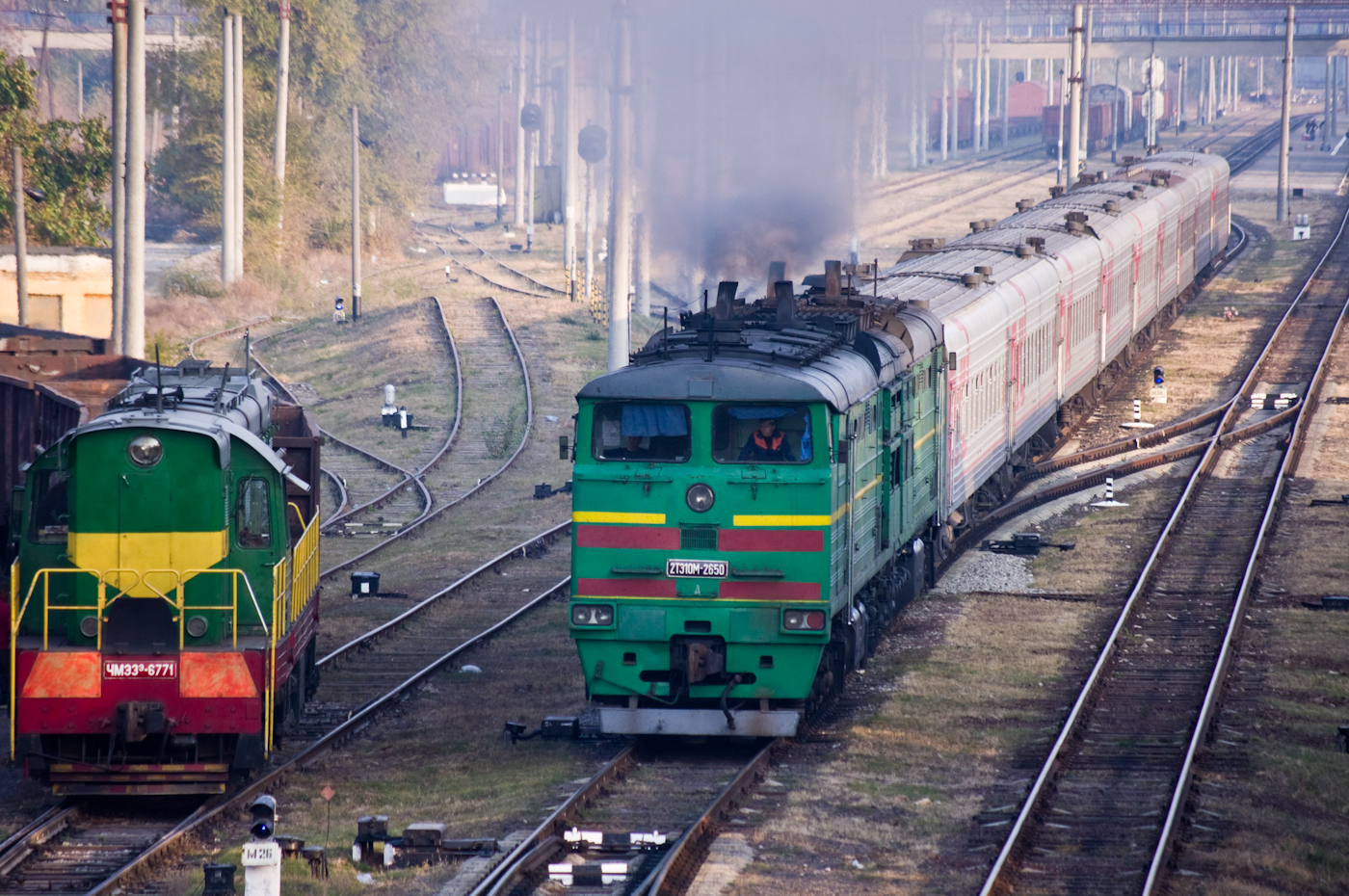
2ТЕ10М-2650 та ЧМЕ3-6771 на станції Тирасполь
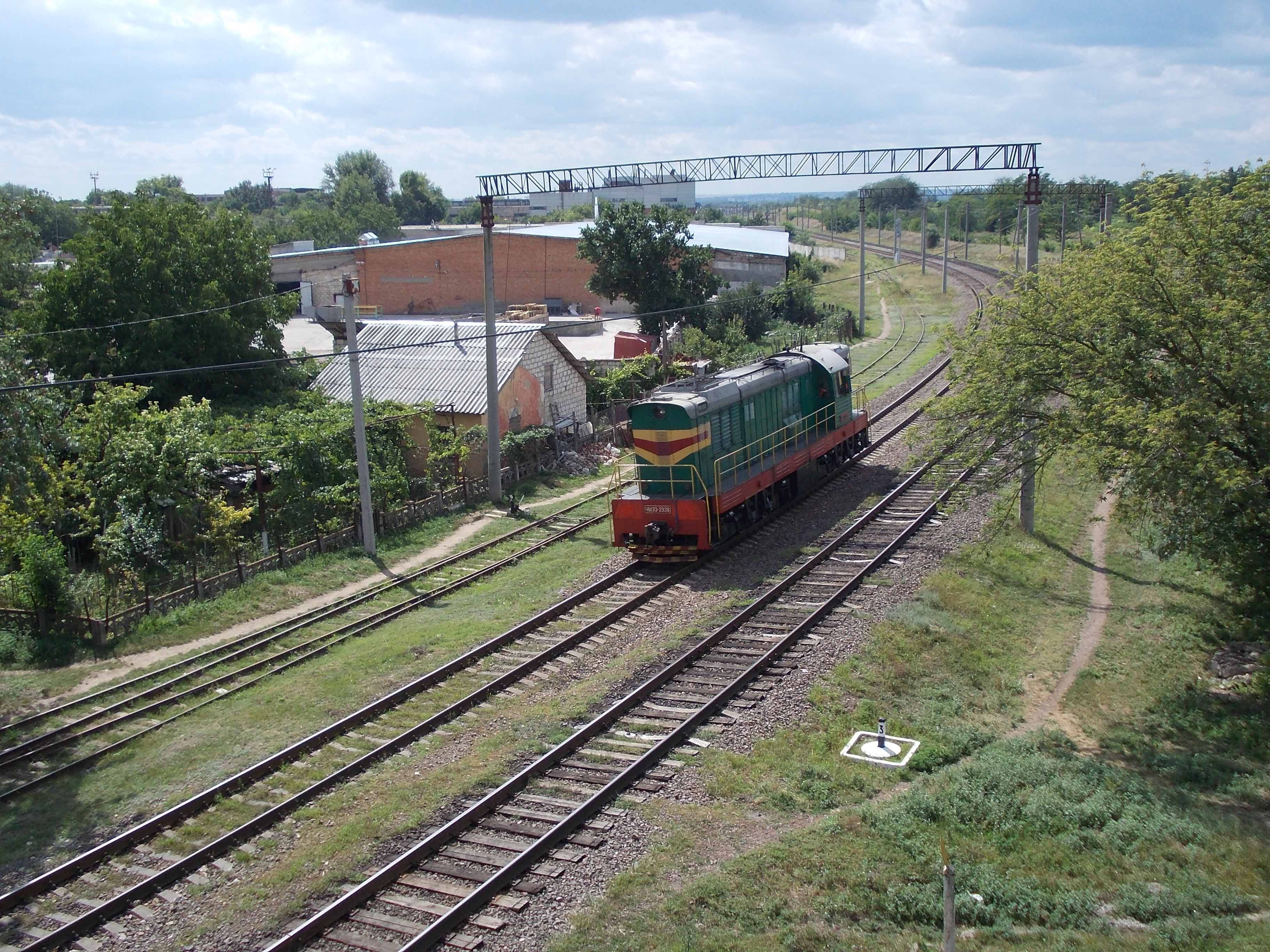
Маневровий тепловоз ЧМЕ3-2938 на станції Тирасполь